# 奧京·薩馬斯特
奧京·薩馬斯特（土耳其語：Ogün Samast；1990年6月28日—）是一位出生於伊斯坦堡於斯屈達爾的土耳其青年。2007年1月19日，亞美尼亞裔土耳其記者赫蘭特·丁克在其報社犁溝報於伊斯坦堡的辦公室門外被刺殺。薩馬斯特現時是兇案的主要疑犯。
薩馬斯特和他的家人居住在特拉布宗省。據報道，他可能從高中退學，現時待業。薩馬斯特的父親觀看有關兇案的報道時，從電視上的閉路電視畫面認出其兒子樣貌。1月20日，他在薩姆松的主要公車站附近接受身份查證，結果被捕，並被發現藏有一支槍。他將會在1月21日被送到伊斯坦堡。
土耳其總理雷杰普·塔伊普·埃尔多安宣布薩馬斯特被捕。
根據土耳其國營新聞公司阿纳多卢通讯社報導，他承認殺死赫蘭特·丁克，並且不為此後悔。